# Syllepte belialis
Syllepte belialis is een vlinder uit de familie van de grasmotten (Crambidae). De wetenschappelijke naam van deze soort is voor het eerst voorgesteld als Botys belialis door Francis Walker in een publicatie uit 1859.
De soort komt voor in Cuba, Jamaica, Puerto Rico, Honduras, Costa Rica en Brazilië.